# 쌍둥이 소수
수학에서 쌍둥이 소수(twin prime)는 두 수의 차가 2인 소수(素數)의 쌍, 즉 (p, p+2)이다. (2, 3)의 경우를 제외하고는 이웃한 두 소수의 차는 언제나 2 이상이다. 따라서 인접한 두 소수 간 간격이 2인 경우가 때때로 발생할 수 있음을 짐작할 수 있으며, 그 경우 두 소수의 쌍을 쌍둥이 소수라고 한다.

## 쌍둥이 소수의 표현 방식
쌍둥이 소수의 기본적 표현 방식은
{\displaystyle p\geq 3}이고 {\displaystyle p+2}가 소수일 때, {\displaystyle (p,p+2)}
이다. 또한 (3, 5)를 제외한 모든 쌍둥이 소수는 (6k-1, 6k+1) 꼴로 표현된다(단, k는 양의 정수)는 성질을 가지고 있다. 따라서 이 성질을 가지고도 표현이 가능하다.

### 증명
k를 음이 아닌 정수라고 할 때, 모든 자연수는 6k+1, 6k+2, 6k+3, 6k+4, 6k+5, 6k+6 중 하나이다. 이중에서 소수가 아닌 것은
6k+2=2(3k+1)
6k+3=3(2k+1)
6k+4=2(3k+2)
6k+6=6(k+1)
형태의 자연수들이다. 즉, 모든 소수는 6k+1 또는 6k+5 형태이다. 6k+1 형태의 소수가 먼저이고 6k+5 형태의 소수가 나중이라면 두 소수의 차이는 4가 되므로 사촌 소수가 되지만, 6k+5 형태의 소수가 먼저라면 거기에 2를 더했을 때 6k+7=6(k+1)+1이 되어 6k+1 형태의 자연수가 되므로 (6k+5 형태의 소수, 6k+1 형태의 소수)는 유일하게 가능한 쌍둥이 소수의 쌍이 된다. 6k+5=6(k+1)-1이므로 결과적으로 모든 쌍둥이 소수는 (6k-1, 6k+1)의 형태라고 단정지을 수 있다.
유일한 반례인 (3, 5)는 3이 6k+3 형태의 소수라는 데서 비롯된다. 이 형태의 자연수는 3의 배수이므로 대부분 합성수이지만, 3만은 그 자신이므로 소수가 될 수 있어 반례를 만들어낸다.

## 가장 작은 74쌍의 쌍둥이 소수
작은 순서대로의 쌍둥이 소수 74쌍은 다음과 같다.
(3, 5), (5, 7), (11, 13), (17, 19), (29, 31), (41, 43), (59, 61), (71, 73), (101, 103), (107, 109), (137, 139), (149, 151), (179, 181), (191, 193), (197, 199), (227, 229), (239, 241), (269, 271), (281, 283), (311, 313), (347, 349), (419, 421), (431, 433), (461, 463), (521, 523), (569, 571), (599, 601), (617, 619), (641, 643), (659, 661), (809, 811), (821, 823), (827, 829), (857, 859), (881, 883), (1019, 1021), (1031, 1033), (1049, 1051), (1061, 1063), (1091, 1093), (1151, 1153), (1229, 1231), (1277, 1279), (1289, 1291), (1301, 1303), (1319, 1321), (1427, 1429), (1451, 1453), (1481, 1483), (1487, 1489), (1607, 1609), (1619, 1621), (1667, 1669), (1697, 1699), (1721, 1723), (1787, 1789), (1871, 1873), (1877, 1879), (1931, 1933), (1949, 1951), (1997, 1999), (2027, 2029), (2081, 2083), (2087, 2089), (2111, 2113), (2129, 2131), (2141, 2143), (2237, 2239), (2267, 2269), (2309, 2311), (2339, 2341), (2381, 2383), (2549, 2551)

## 지금까지 발견된 가장 큰 쌍둥이 소수
2016년 9월, 2개의 분산 컴퓨팅 프로젝트인 쌍둥이 소수 탐색과 프라임그리드가 현재까지 발견된 쌍둥이 소수중 가장 큰 쌍둥이 소수 {\displaystyle 2996863034895\times 2^{1290000}\pm 1}를 발견했다. 십진법으로 이 소수의 자릿수는 388342이다. 발견자는 미국의 Timothy D. Winslow이다.
4.35 · 1015까지의 모든 쌍둥이 소수에 대한 경험적인 분석에 의하면 {\displaystyle x}보다 작은 쌍둥이 소수의 개수는 대략
{\displaystyle {\frac {xf(x)}{(\log x)^{2}}}}
개이다. 여기서, {\displaystyle x}가 작은 수일 때 {\displaystyle f(x)}는 약 1.7이고, {\displaystyle x}가 커짐에 따라 {\displaystyle f(x)}는 약 1.3에 접근한다.
{\displaystyle f(x)}의 극한값은 쌍둥이 소수 상수의 2배인
{\displaystyle 2\prod _{p\geq 3}\left(1-{\frac {1}{(p-1)^{2}}}\right)=1.3203236\ldots }
와 같다고 추측되고 있다.
이 추측이 참이라면 쌍둥이 소수 추측도 참이 되지만, 어느 쪽도 아직 해결되지 않았다고 한다.
| #  | 자릿수 | 쌍둥이 소수                                       | 발견일      |
| -- | ------ | ------------------------------------------------- | ----------- |
| 1  | 388342 | {\textstyle 2996863034895\times 2^{1290000}\pm 1} | 2016년 9월  |
| 2  | 200700 | 3756801695685*2666669±1                           | 2011년 12월 |
| 3  | 100355 | 65516468355 * 2333333±1                           | 2009년 8월  |
| 4  | 58711  | 2003663613 * 2195000±1                            | 2007년 1월  |
| 5  | 51780  | 194772106074315 * 2171960±1                       | 2007년 6월  |
| 6  | 51780  | 100314512544015 * 2171960±1                       | 2006년 6월  |
| 7  | 51779  | 16869987339975 * 2171960±1                        | 2005년 9월  |
| 8  | 51090  | 33218925 * 2169690±1                              | 2002년 9월  |
| 9  | 34808  | 307259241 * 2115599±1                             | 2009년 1월  |
| 10 | 34533  | 60194061 * 2114689±1                              | 2002년 11월 |
| 11 | 33222  | 108615 * 2110342±1                                | 2008년 6월  |

## 쌍둥이 소수 상수
쌍둥이 소수 상수는 하디-리틀우드(Hardy-Littlewood)추측(고드프리 해럴드 하디와 존 이든저 리틀우드의 이름을 따서 명명됨)으로부터의 쌍둥이 소수 추측의 일반화이다. 이것은 소수 정리(prime number theorem)와 유사하게 쌍둥이 소수(twin primes)를 포함한 소수 자리의 분포에 대한 것이다.
{\displaystyle \prod _{\textstyle {p\;{\rm {prime}} \atop p\geq 3}}\left(1-{{1} \over {(p-1)^{2}}}\right)=0.660161815\ldots \;\;(A005597)}

## 같이 보기
- 수학 상수
- 사촌 소수
- 소수 정리
- 하디-리틀우드 추측